# 6-й гвардійський штурмовий авіаційний полк (СРСР)
6-й гварді́йський штурмови́й Моско́вський о́рдена Ле́ніна Червонопра́порний о́рдена Суво́рова авіаці́йний полк — військова частина військово-повітряних сил Червоної Армії періоду Другої Світової війни.

## Створення
Згідно з наказом Народного Комісара оборони СРСР № 352 від 6 грудня 1941 року, за зразкове виконання бойових завдань командування під час оборони Москви та виявлені при цьому мужність і героїзм, 215-й штурмовий авіаційний полк був перетворений у 6-й гвардійський штурмовий авіаційний полк.

## Бойовий шлях
Після поповнення і відпочинку після виснажливих бойових дій у небі Москви полк 21 лютого 1942 року був переданий у розпорядження командувача ВПС Калінінського фронту.
У травні-липні 1942 року входив до складу 211-ї змішаної авіаційної дивізії, а згодом — 264-ї штурмової авіаційної дивізії.
Від середини вересня 1942 року полк діяв як окрема бойова одиниця у складі 3-ї повітряної армії.
Навесні 1944 року включений до складу 335-ї штурмової авіваційної дивізії.

## Командування
- Філатов П., капітан, гвардії майор — 6.12.1941-1942;
- Тимофєєв, гвардії майор — 1942-09.1942;
- Чубченков К. М., гвардії підполковник — 09.1942-03.1943;
- Трусов М. Т., гвардії майор — 03.1943-05.1943 (тво);
- Заклепа К. П., гвардії підполковник — 05.1943-11.1944;
- Мусієнко І. О., гвардії майор — 11.1944-05.1945.

## Герої полку
- Баленко Микола Пилипович — гвардії старший лейтенант, командир авіаційної ланки, Герой Радянського Союзу.
- Корчагін Іван Іванович — гвардії старший лейтенант, льотчик, Герой Росії.
- Павлов Іван Хомович — гвардії капітан, штурман полку, двічі Герой Радянського Союзу.
- Тарасов Дмитро Васильович — гвардії старший лейтенант, командир авіаційної ланки, Герой Радянського Союзу.
- Чувін Микола Іванович — гвардії старший лейтенант, заступник командира ескадрильї, Герой Радянського Союзу.
- Шабельников Іван Сергійович — гвардії старший лейтенант, командир авіаційної ланки, Герой Радянського Союзу.